# Liste von Persönlichkeiten aus Airolo
Diese Liste enthält in Airolo geborene Persönlichkeiten und solche, die in Airolo ihren Wirkungskreis hatten, ohne dort geboren zu sein. Die Liste erhebt keinen Anspruch auf Vollständigkeit.

## Persönlichkeiten
(Sortierung nach Geburtsjahr)

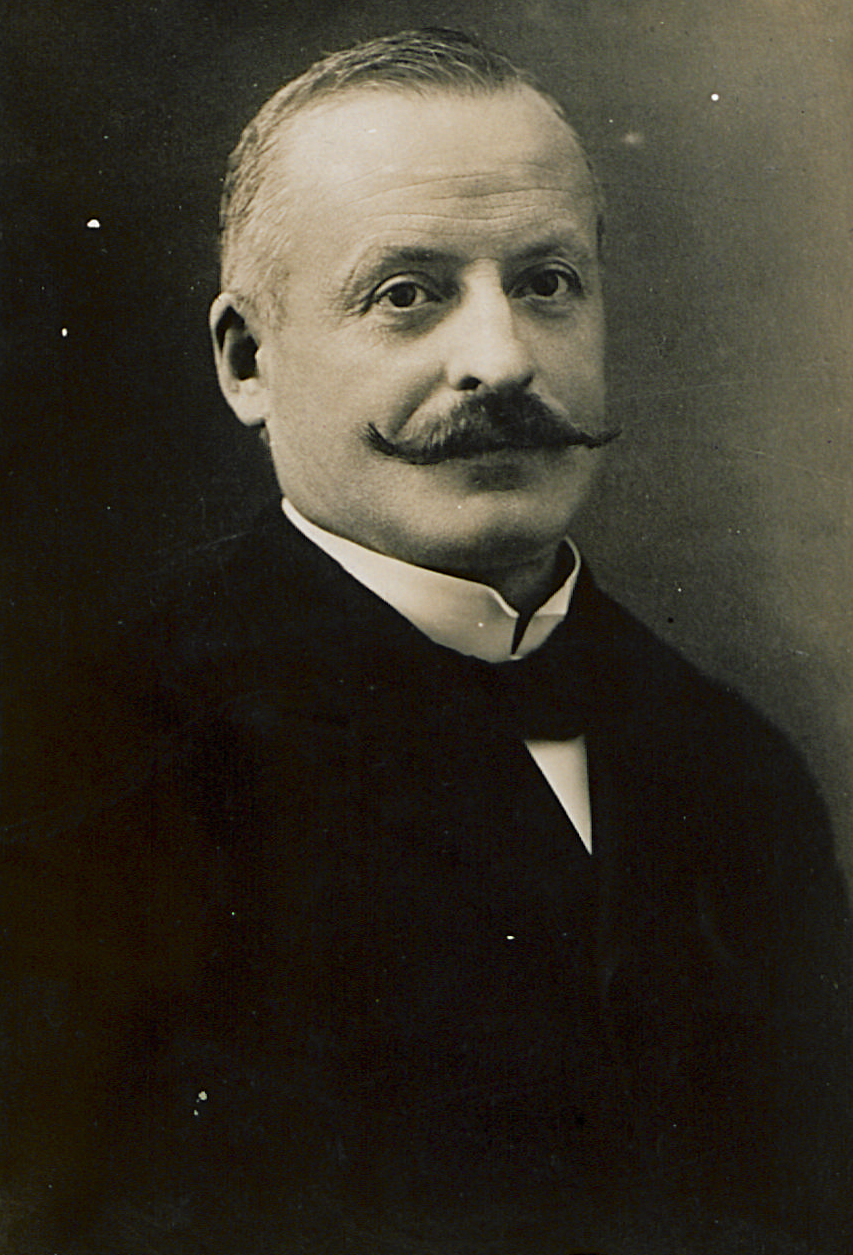
Giuseppe Motta (1916)

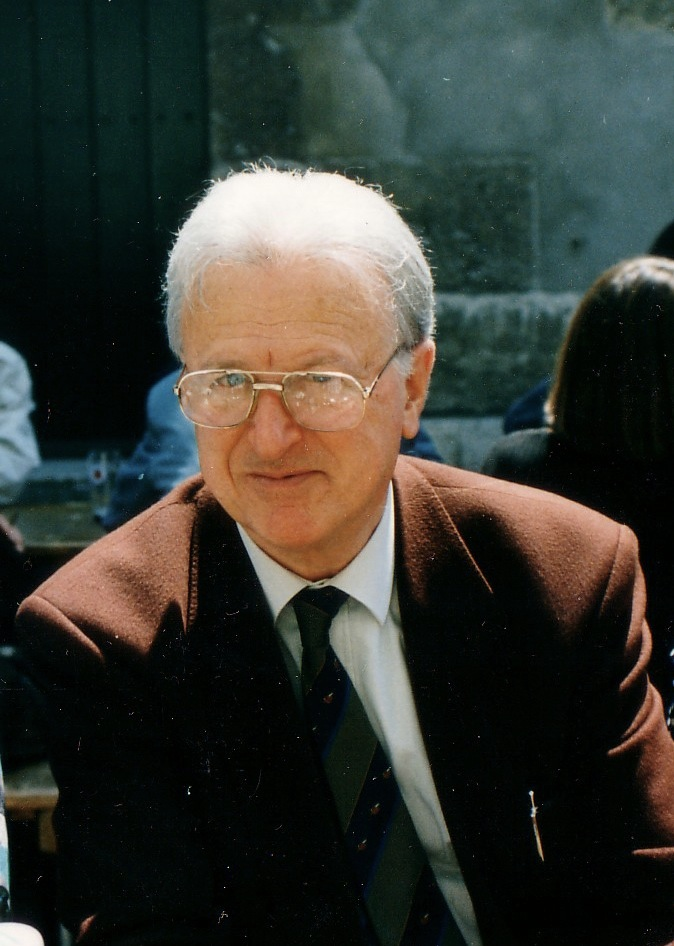
Giorgio Orelli (1994) an den Solothurner Literaturtagen

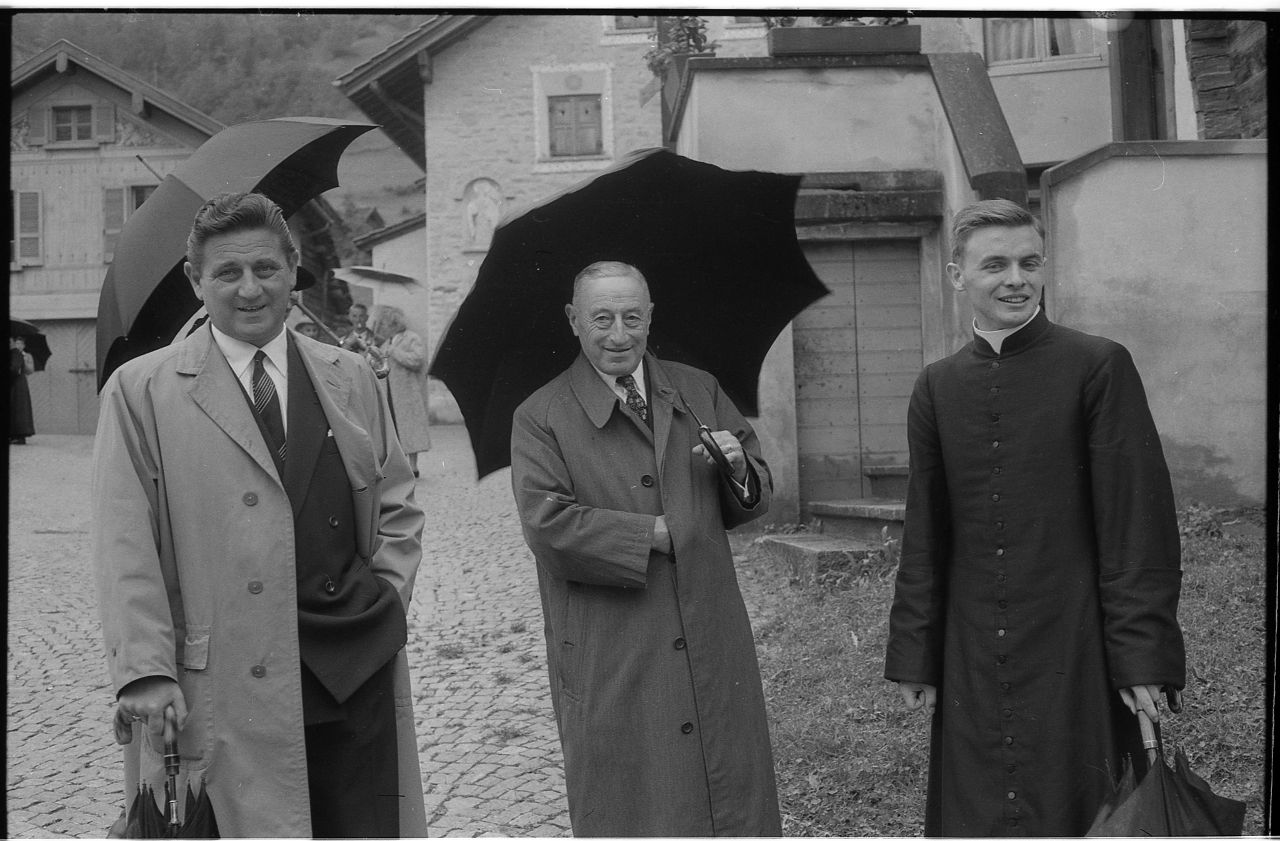
Mons. Eugenio Corecco und Alberto Stefani

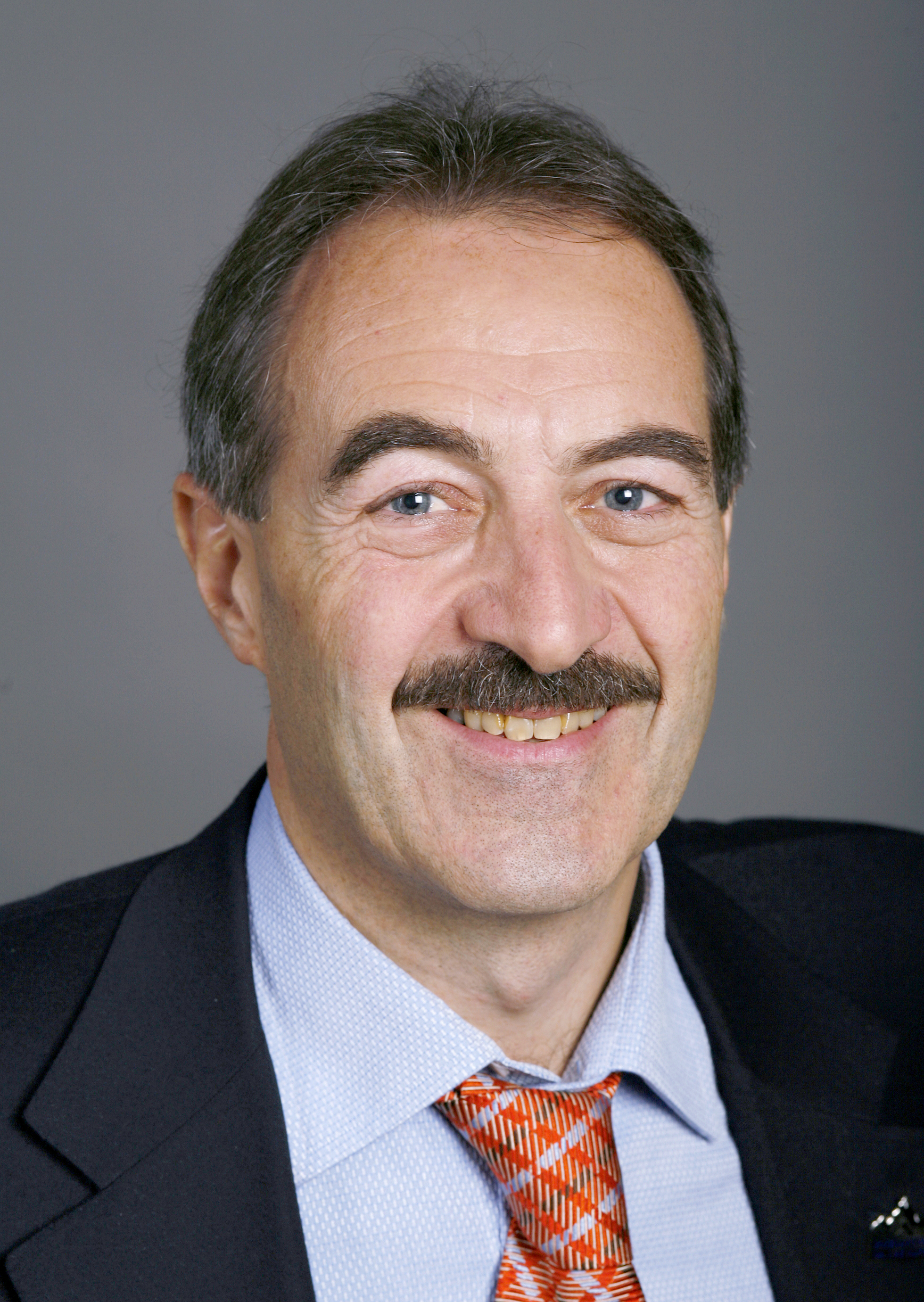
Fabio Pedrina

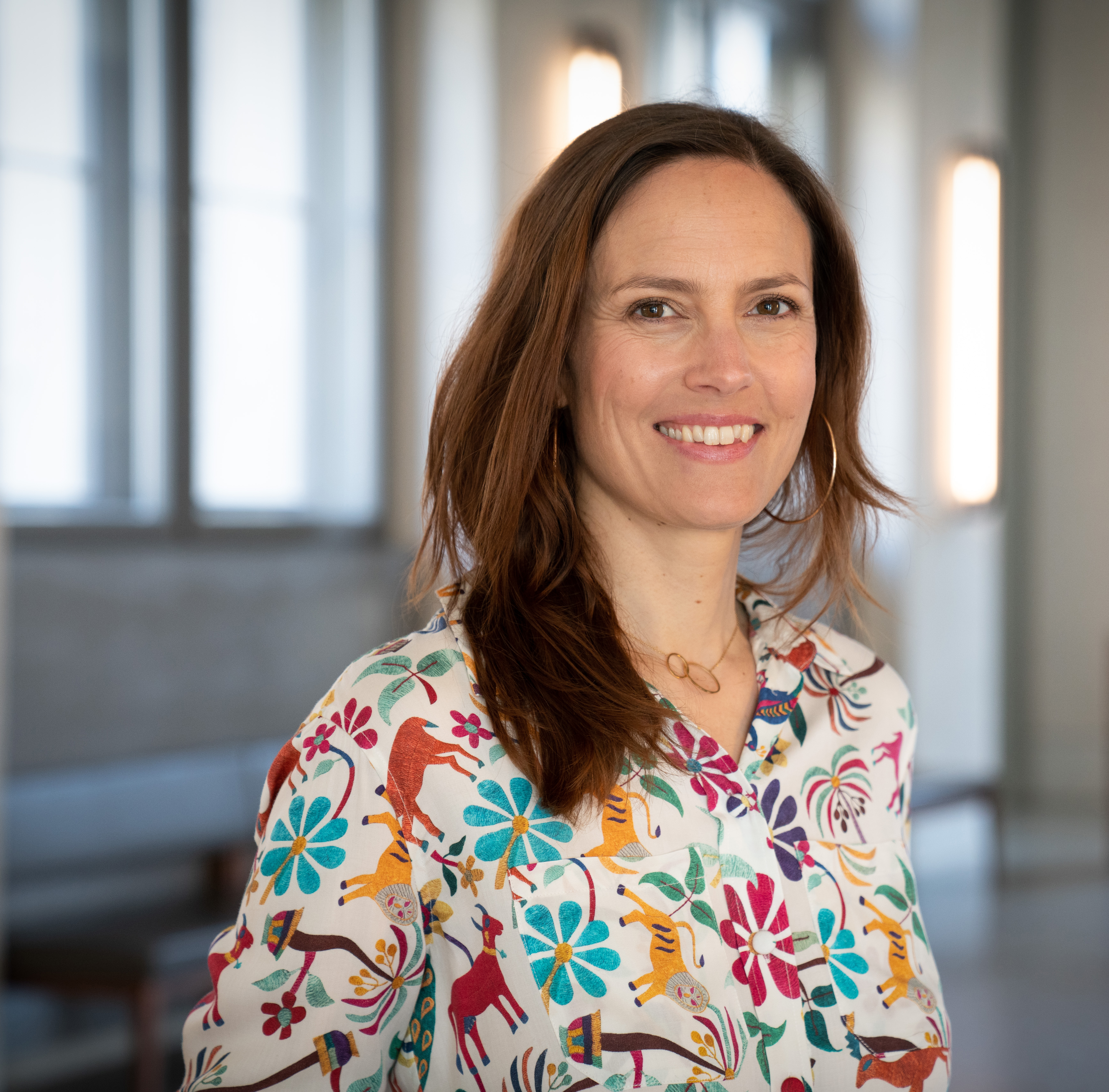
Denise Tonella (2021)

- Alberto Cerro (* um 1240, erstmals erwähnt 1270 in Airolo; † nach 1291 ebenda?), Politiker des 13. Jahrhunderts, Zeuge im Friedensvertrag vom 30. Mai 1261 zwischen dem Abt und den Leuten von Disentis einerseits und den Orelli, dem Bleniotal usw. andererseits. Vogt der Leventina für die Kanoniker des Mailänder Doms von 1265–1290, Anführer im Leventiner Aufstand gegen Ottone Visconti[1][2]
- Giovanni Basso (1552–1629), Propst von Biasca, Kanoniker, Pfarrer und erzbischöflicher Vikar für die Valle Leventina

- Familie Camossi. [3]
  - Giovanni Antonio Camossi (* um 1750–nach 1808), Statthalter des Urner Landvogtes, Politiker, Präsident der provisorischen Regierung der Leventina 1798 und 1800, Tessiner Grossrat
  - Giuseppe Antonio Camossi (* 1780 in Airolo; † 1860 ebenda), 1798 einer der zwei Kommandanten des Bern Kontingents der Leventina[3]
  - Carlo Francesco Camossi (* 1781 in Airolo; † 1834 ebenda), Advokat, Politiker[3]
  - Luigi Camossi (1784–1859), Kantonsrichter und Politiker[3]

- Familie Motta. [4]
  - Pellegrinus de Mota (* um 1260 in Airolo; † nach 1293 ebenda), Militär, beteiligte sich 1292 am Einfall Guido Orellis in die Leventina und schwor ein Jahr später dem Kanoniker des Mailänder Doms Treue[4]
  - Cristoforo Motta (1823–1867), Grundbesitzer, Ingenieur, Tessiner Grossrat, Staatsrat und Ständerat
  - Benvenuto Motta (* 1848 in Airolo; † 1899 ebenda), Tessiner Regierungskommissar in Bellinzona[4][5]
  - Emilio Motta (1855–1920), Ingenieur, Historiker, Numismatiker, Archivar und Publizist
  - Giuseppe Motta (1871–1940), Rechtsanwalt, Politiker, Bundesrat

- Giovanni Francesco Pozzi (* 11. Januar 1748 in Dalpe; † 1818 in Airolo), Priester, Pfarrer in Airolo, Apostolischer Protonotar, Generalvikar des Erzbischofs von Mailand, Politiker, Mitglied des kantonalen Landtages und der Tessiner Verfassungskommission[6][7]
- Felice Lombardi (1791–1863), Politiker
- Carlo Antonio Forni (1810–1881), Archivar, Politiker, Tessiner Staatsrat und Ständerat der FDP
- Carlo Dotta (* 9. September 1824 in  Airolo; † 23. Oktober 1880 ebenda), Gemeindepräsident, Tessiner Grossrat, Ständerat, Oberstleutnant der Schweizer Armee[8]
- Adolfo Müller-Ury (* 29. März 1862 in Airolo; † 8. Juli 1947 in New York City), Maler[9][10]
- Arnoldo Borelli (* 12. Mai 1875 in Bedretto; † 31. Dezember 1957 in Airolo), Onkel von Willi Borelli, Fotograf[11]
- Anna Forni (* 28. Januar 1897 in Airolo; † 27. Juli 1979 ebenda), Pianistin, Organistin und Chorleiterin[12]
- Willi Borelli (* 19. April 1914 Airolo; † 1992 ebenda), Fotograf[13][14]
- Frits Noske (* 13. Dezember 1920 in Den Haag; † 15. September 1993 in Airolo), Musikwissenschaftler, wohnte in Airolo[15][16]
- Giorgio Orelli (1921–2013), Schweizer Schriftsteller, Literaturkritiker und Übersetzer
- Giovanni Lombardi (1926–2017), Schweizer Bauingenieur
- Eugenio Filippini (1928–2016), genannt Geni, Präsident Swiss-Ski, Brigadier der Schweizer Armee, Oberbefehlshaber der Grenzbrigade 9
- Eugenio Corecco (1931–1995), Bischof des Bistums Lugano
- Marco Lombardi (* 12. November 1941 in Airolo; † 12. November 2014 ebenda), Anwalt und Notar, ehemaliger Präsident des Hockey Club Ambrì-Piotta
- Franz Felix Betschon (1941–2015), Offizier, Industriemanager und Autor
- Raffaele Peduzzi (* 9. April 1942 in Airolo), heimatberechtigt in Isorno, Patrizier von Airolo, Doktor der Biologie, Gründer und Direktor des Centro Biologia Alpina bei Val Piora, Leiter des kantonale Instituts für Mikrobiologie in Bellinzona, Professor für Mikrobiologie an der Universität Genf,[17][18] Ehrenbürger von Quinto[19]
- Mauro Aquilini (* 21. Februar 1944 in Airolo), aus Auressio, Kunstlehrer, Maler und Bildhauer[20]
- Peter Regli (* 1944), Ingenieur, Schweizer Offizier und Chef des Schweizerischen Nachrichtendienstes
- Fabio Pedrina (* 1954), Nationalrat
- Wilma Ghidossi-Genasci (* 4. März 1957 in Valle (Airolo)), Künstlerin, Bildhauerin und Mosaikerin, arbeitete auch im Atelier Ghido in Lumino[21]
- Doris De Agostini-Rossetti (1958–2020), Skirennfahrerin
- Mauro Pini (* 1965), ehemaliger Trainer der Schweizer Skifahrerinnen,[22] seit 2019 Herren-Trainer bei Swiss-Ski[23]
- Denise Tonella (* 1979), Direktorin des Schweizerischen Nationalmuseums
- Katrin Müller (Freestyle-Skierin) (* 1989 in Dielsdorf ZH), in Airolo aufgewachsen, Schweizer Freestyle-Skiing-Skifahrerin